# Torsten Rellensmann

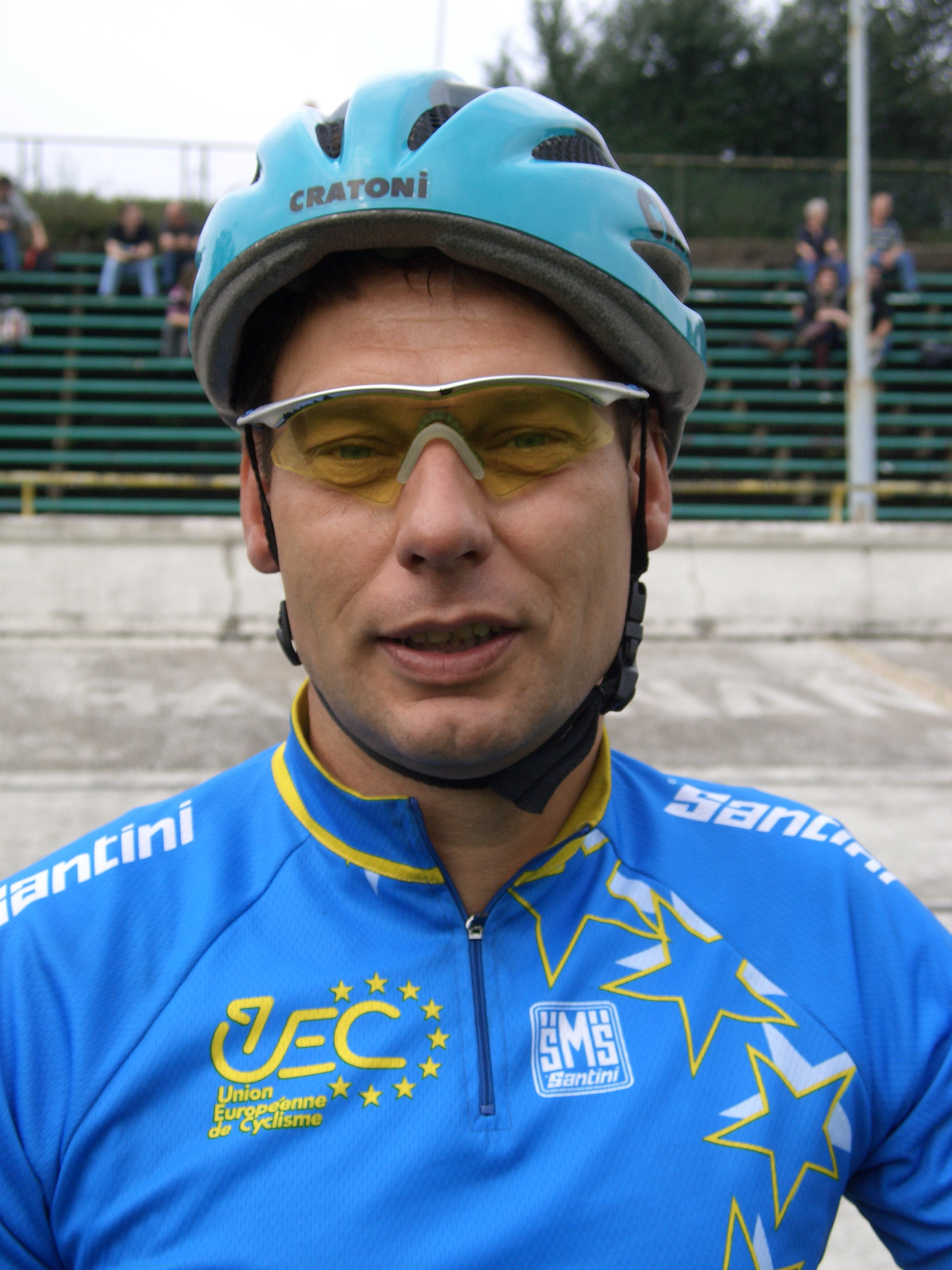
Torsten Rellensmann (2010)

Torsten Rellensmann (* 27. Dezember 1962 in Dortmund) ist ein ehemaliger deutscher Radsportler.

## Sportliche Laufbahn
Als Amateur startete Rellensmann für den Verein Sturmvogel Dortmund. 1989 wurde Torsten Rellensmann Europameister der Steher, im selben Jahr belegte er bei Bahnradsport-Weltmeisterschaften den dritten Platz bei den Profi-Stehern. Im Jahr darauf konnte er seinen Erfolg bei den Europameisterschaften wiederholen. Zweimal – 1989 und 1996 – wurde er deutscher Steher-Meister. 1995 wurde er deutscher Dernymeister in Forst mit Schrittmacher Peter Bäuerlein. Das Goldene Rad von Erfurt gewann er 1995 und 1996.
1989 belegte Rellensmann beim Dortmunder Sechstagerennen den zweiten Platz gemeinsam mit Tony Doyle.
Ab 2002 war Torsten Rellensmann als Schrittmacher bei Steherrennen und Dernyrennen aktiv.